# Wolfartsweier

Localização de Wolfartsweier na cidade de Karlsruhe

Wolfartsweier é um bairro de Karlsruhe.

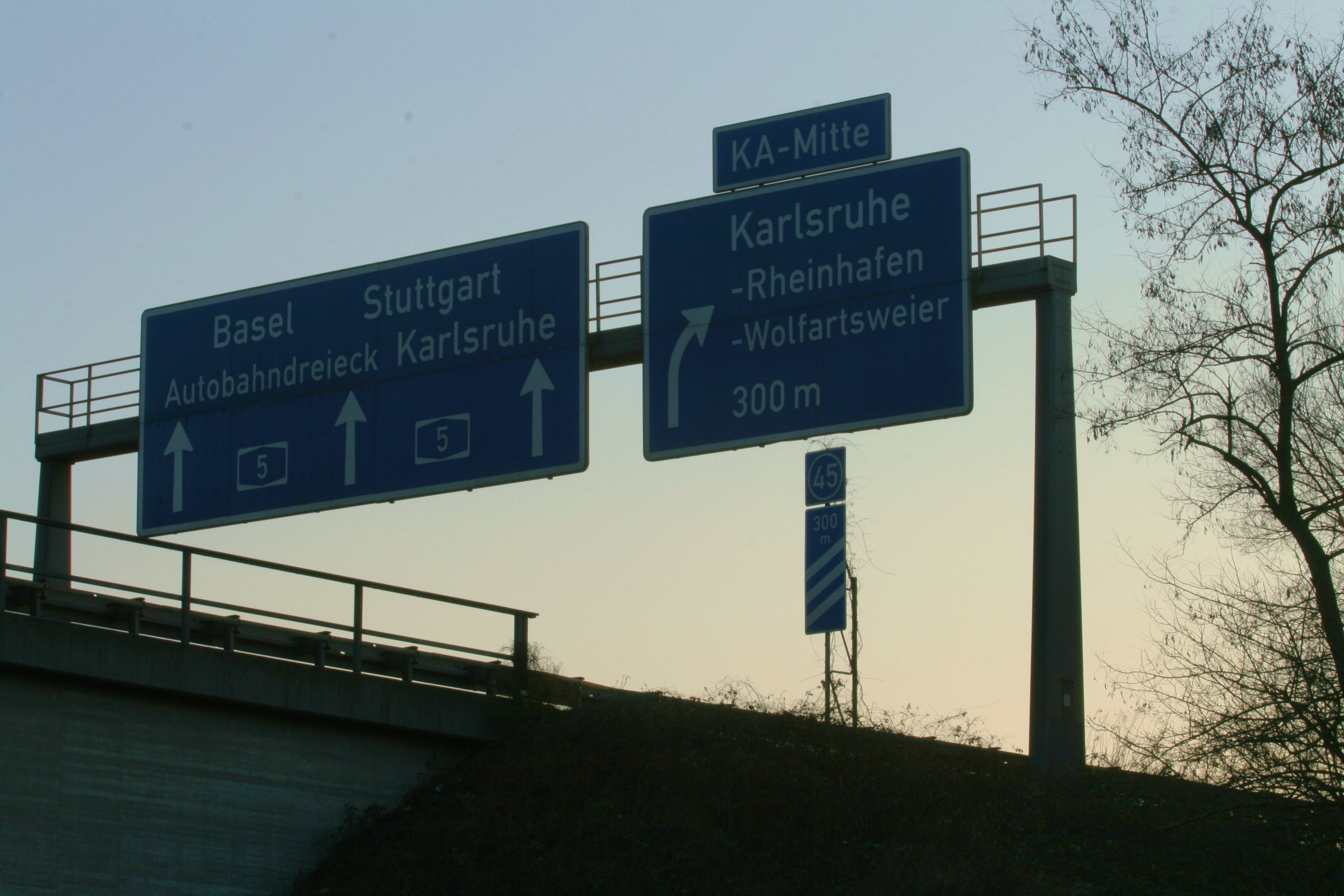
Autobahnausfahrt Wolfartsweier